# Kineta
Kineta  este un oraș în Grecia în prefectura Attica.